# Liga de Campeones de la UEFA 2016-17
La Liga de Campeones de la UEFA 2016-17 fue la 62.ª edición de la competición. Se disputó entre el 28 de junio de 2016 y el 3 de junio de 2017.
La final se disputó en la ciudad de Cardiff (Gales) el 3 de junio de 2017 donde el Real Madrid derrotó por 1–4 a Juventus consiguiendo su duodécima Liga de Campeones de la UEFA y se convirtió en el primer equipo en revalidar título bajo el nuevo formato. La figura del partido fue el portugués Cristiano Ronaldo, que marcó el primer y tercer gol para los merengues. Casemiro y Marco Asensio marcaron los goles restantes. Por la Juventus, Mario Mandžukić anotó el único gol del equipo italiano.
Esta fue la tercera Liga de Campeones del Real Madrid en cuatro años y estableció el récord de más semifinales consecutivas en esta competición, con siete. Del otro lado, la escuadra turinesa amplió su historial negativo en las finales de este torneo, con siete finales perdidas (récord 2-7 en total).
Al ser campeón nuevamente, el Real Madrid disputó la Supercopa de Europa 2017 contra el Manchester United (campeón de la Liga Europa de la UEFA 2016-17), la cual ganó por cuarta vez, y la Copa Mundial de Clubes de la FIFA 2017 que se disputó en diciembre de ese año y en la cual también fue campeón.

## Calendario
El itinerario de la competición es el siguiente (todos los sorteos se celebraron en la sede de la UEFA en Nyon, Suiza, a menos que se indique lo contrario).
| Fase                 | Ronda                          | Fecha de sorteo               | Ida                                                 | Vuelta                                              |
| -------------------- | ------------------------------ | ----------------------------- | --------------------------------------------------- | --------------------------------------------------- |
| Clasificación        | Primera ronda de clasificación | 20 de junio de 2016           | 28–29 de junio de 2016                              | 5–6 de julio de 2016                                |
| Clasificación        | Segunda ronda de clasificación | 20 de junio de 2016           | 12–13 de julio de 2016                              | 19–20 de julio de 2016                              |
| Clasificación        | Tercera ronda de clasificación | 15 de julio de 2016           | 26–27 de julio de 2016                              | 2–3 de agosto de 2016                               |
| Play-off             | Ronda de Play-off              | 5 de agosto de 2016           | 16–17 de agosto de 2016                             | 23–24 de agosto de 2016                             |
| Fase de grupos       | Fecha 1                        | 25 de agosto de 2016 (Mónaco) | 13–14 de septiembre de 2016                         | 13–14 de septiembre de 2016                         |
| Fase de grupos       | Fecha 2                        | 25 de agosto de 2016 (Mónaco) | 27–28 de septiembre de 2016                         | 27–28 de septiembre de 2016                         |
| Fase de grupos       | Fecha 3                        | 25 de agosto de 2016 (Mónaco) | 18–19 de octubre de 2016                            | 18–19 de octubre de 2016                            |
| Fase de grupos       | Fecha 4                        | 25 de agosto de 2016 (Mónaco) | 1–2 de noviembre de 2016                            | 1–2 de noviembre de 2016                            |
| Fase de grupos       | Fecha 5                        | 25 de agosto de 2016 (Mónaco) | 22–23 de noviembre de 2016                          | 22–23 de noviembre de 2016                          |
| Fase de grupos       | Fecha 6                        | 25 de agosto de 2016 (Mónaco) | 6–7 de diciembre de 2016                            | 6–7 de diciembre de 2016                            |
| Ronda de eliminación | Octavos de final               | 12 de diciembre de 2016       | 14–15 y 21–22 de febrero de 2017                    | 7–8 y 14–15 de marzo de 2017                        |
| Ronda de eliminación | Cuartos de final               | 17 de marzo de 2017           | 11–12 de abril de 2017                              | 18–19 de abril de 2017                              |
| Ronda de eliminación | Semifinales                    | 21 de abril de 2017           | 2–3 de mayo de 2017                                 | 9–10 de mayo de 2017                                |
| Ronda de eliminación | Final                          | 21 de abril de 2017           | 3 de junio de 2017 en el Millennium Stadium Cardiff | 3 de junio de 2017 en el Millennium Stadium Cardiff |

## Desarrollo

### Distribución de equipos por Asociaciones
Para más detalle véase Coeficiente UEFA para 2016-17
Participaron 78 equipos procedentes de 53 de las 54 asociaciones miembros de la UEFA (Liechtenstein, no está incluido ya que no organiza una liga nacional). Las plazas se distribuyeron entre las asociaciones de acuerdo a sus Coeficientes UEFA:
- Asociaciones 1–3 cada uno tiene cuatro equipos clasificados.
- Asociaciones 4–6 cada uno tiene tres equipos clasificados.
- Asociaciones 7–15 cada uno tiene dos equipos clasificados.
- Asociaciones 16–54 (excepto Liechtenstein) cada uno tiene un equipo clasificado.
- Los ganadores de la Liga de Campeones de la UEFA 2015-16 y de la Liga Europa de la UEFA 2015-16, tendrán un cupo asegurado para la Liga de Campeones de la UEFA 2016-17.

|                                            |                                            | Equipos que entran en esta fase | Equipos que provienen de la fase anterior                                                      |
| ------------------------------------------ | ------------------------------------------ | --- | ---------------------------------------------------------------------------------------------- |
| Primera Fase de Clasificación (8 equipos)  | Primera Fase de Clasificación (8 equipos)  | - 8 campeones de las asociaciones 47–54                                                                                                 |                                                                                                |
| Segunda Fase de Clasificación (34 equipos) | Segunda Fase de Clasificación (34 equipos) | - 30 campeones de las asociaciones 16–46 (excluyendo Liechtenstein)                                                                     | - 4 ganadores de la Primera Fase de Clasificación                                              |
| Tercera Fase de Clasificación              | Campeones (20 equipos)                     | - 3 campeones de las asociaciones 13–15                                                                                                 | - 17 ganadores de la Segunda Fase de Clasificación                                             |
| Tercera Fase de Clasificación              | No Campeones (10 equipos)                  | - 9 subcampeones de las asociaciones 7–15 - 1 tercero de la asociación 6                                                                |                                                                                                |
| Play-off                                   | Campeones (10 equipos)                     | | - 10 ganadores de la Tercera Fase de Clasificación de Campeones                                |
| Play-off                                   | No campeones (10 equipos)                  | - 2 terceros de las asociaciones 4 y 5 - 3 cuartos de las asociaciones 1–3                                                              | - 5 ganadores de la tercera fase de clasificación de no campeones                              |
| Fase de grupos (32 equipos)                | Fase de grupos (32 equipos)                | - Campeón vigente - 12 campeones de las asociaciones 1–12 - 6 subcampeones de las asociaciones 1–6 - 3 terceros de las asociaciones 1–3 | - 5 ganadores de la eliminatoria de Campeones - 5 ganadores de la eliminatoria de No Campeones |
| Eliminatorias Directas (16 equipos)        | Eliminatorias Directas (16 equipos)        | | - 8 primeros de grupo - 8 segundos de grupo                                                    |

La distribución está sujeta a las consecuentes modificaciones derivadas del campeón de la edición anterior.

## Participantes
Las posiciones de los equipos en sus respectivas ligas se muestra entre paréntesis.
Aparecen en cursiva los equipos debutantes en la competición.
| Fase de grupos                | Fase de grupos          | Fase de grupos                | Fase de grupos          |
| ----------------------------- | ----------------------- | ----------------------------- | ----------------------- |
| Real Madrid (2º) CV           | Bayern Múnich (1º)      | Sporting de Lisboa (2º)       | Brujas (1º)             |
| Barcelona (1º)                | Borussia Dortmund (2º)  | París Saint-Germain (1º)      | Basilea (1º)            |
| Atlético de Madrid (3º)       | Bayer Leverkusen (3º)   | Olympique de Lyon (2º)        | Beşiktaş (1º)           |
| Leicester City (1º)           | Juventus (1º)           | CSKA Moscú (1º)               | Sevilla LE              |
| Arsenal (2º)                  | Napoli (2º)             | Dinamo de Kiev (1º)           |                         |
| Tottenham Hotspur (3º)        | Benfica (1º)            | PSV Eindhoven (1º)            |                         |
| Play-Off                      |                         |                               |                         |
| Campeones                     | No campeones            | No campeones                  | No campeones            |
|                               | Villarreal (4º)         | Borussia Mönchengladbach (4º) | Porto (3º)              |
|                               | Manchester City (4º)    | Roma (3º)                     |                         |
| Tercera ronda previa          |                         |                               |                         |
| Campeones                     | No campeones            | No campeones                  | No campeones            |
| Olympiacos (1º)               | Mónaco (3º )            | Anderlecht (2º)               | Sparta Praga (2º)       |
| Viktoria Plzeň (1º)           | Rostov (2º)             | Young Boys (2º)               | Steaua de Bucarest (2º) |
| Astra Giurgiu (1º)            | Shakhtar Donetsk (2º)   | Fenerbahçe (2º)               |                         |
|                               | Ajax (2º)               | PAOK Salónica (2º)            |                         |
| Segunda ronda previa          |                         |                               |                         |
| Red Bull Salzburgo (1º)       | IFK Norrköping (1º)     | Astana (1º)                   | Mladost Podgorica (1º)  |
| Dinamo Zagreb (1º)            | Ludogorets Razgrad (1º) | Sheriff Tiraspol (1º)         | Partizani Tirana (2º)   |
| APOEL Nicosia (1º)            | Rosenborg (1º)          | Dinamo Tbilisi (1º)           | F91 Dudelange (1º)      |
| Legia Varsovia (1º)           | Estrella Roja (1º)      | SJK (1º)                      | Crusaders (1º)          |
| Hapoel Be'er Sheva (1º)       | Olimpija Ljubljana (1º) | FH (1º)                       | Žalgiris Vilnius (1º)   |
| BATE Borisov (1º)             | Qarabağ (1º)            | Zrinjski Mostar (1º)          | Liepāja (1º)            |
| Copenhague (1º)               | Trenčín (1º)            | Vardar (1º)                   |                         |
| Celtic (1º)                   | Ferencvárosi (1º)       | Dundalk (1º)                  |                         |
| Primera fase de clasificación |                         |                               |                         |
| Valletta (1º)                 | B36 Tórshavn (1º)       | Alashkert (1º)                | Tre Penne (1º)          |
| Flora Tallin (1º)             | The New Saints (1º)     | Santa Coloma (1º)             | Lincoln Red Imps (1º)   |

1. ↑  Albania (ALB): Skënderbeu Korçë, campeón de la liga de Albania fue sancionado por amaño y excluido de la competición.[6]

## Rondas previas

### Primera fase
Participaron los campeones de las 8 ligas con el coeficiente UEFA más bajo del año 2016. El sorteo tuvo lugar el 20 de junio de 2016; la ida de las eliminatorias se disputó el 28 junio, mientras que la vuelta se disputó el 5 y 6 de julio.
| Equipo local ida | Resultado | Equipo local vuelta | Ida   | Vuelta |
| ---------------- | --------- | ------------------- | ----- | ------ |
| Flora Tallin     | 2:3       | Lincoln Red Imps    | 2 – 1 | 0 – 2  |
| The New Saints   | 5:1       | Tre Penne           | 2 – 1 | 3 – 0  |
| Valletta         | (v) 2:2   | B36 Tórshavn        | 1 – 0 | 1 – 2  |
| FC Santa Coloma  | 0:3       | Alashkert           | 0 – 0 | 0 – 3  |

### Segunda fase
El sorteo de la segunda ronda se celebró el 20 de junio de 2016, serán un total de 34 equipos, los 30 equipos campeones de las ligas clasificadas entre las posiciones 16 y 46 (ambas inclusive, y excluyendo a Liechtenstein, carente de una competición propia de liga) del ranking de coeficientes UEFA de 2015, y los 4 vencedores de la primera ronda. La ida de las eliminatorias se disputará los días 12 y 13 de julio de 2016, mientras que la vuelta se jugará los días 19 y 20 de julio de 2016.
| Equipo local ida   | Resultado    | Equipo local vuelta | Ida   | Vuelta |
| ------------------ | ------------ | ------------------- | ----- | ------ |
| Qarabağ            | 3:1          | F91 Dudelange       | 2 – 0 | 1 – 1  |
| Hapoel Be'er Sheva | 3:2          | Sheriff Tiraspol    | 3 – 2 | 0 – 0  |
| Olimpija Ljubljana | 6:6 (v)      | Trenčín             | 3 – 4 | 3 – 2  |
| Red Bull Salzburgo | 3:0          | Liepāja             | 1 – 0 | 2 – 0  |
| Vardar             | 3:5          | Dinamo Zagreb       | 1 – 2 | 2 – 3  |
| The New Saints     | 0:3          | APOEL Nicosia       | 0 – 0 | 0 – 3  |
| Zrinjski Mostar    | 1:3          | Legia Varsovia      | 1 – 1 | 0 – 2  |
| Ludogorets Razgrad | 5:0          | Mladost Podgorica   | 2 – 0 | 3 – 0  |
| Dinamo Tbilisi     | 3:1          | Alashkert           | 2 – 0 | 1 – 1  |
| Žalgiris Vilnius   | 1:2          | Astana              | 0 – 0 | 1 – 2  |
| Partizani Tirana   | (3:1 p.) 2:2 | Ferencvárosi        | 1 – 1 | 1 – 1  |
| BATE Borisov       | 4:2          | SJK                 | 2 – 0 | 2 – 2  |
| Valletta           | 2:4          | Estrella Roja       | 1 – 2 | 1 – 2  |
| Rosenborg          | 5:4          | IFK Norrköping      | 3 – 1 | 2 – 3  |
| Dundalk            | (v) 3:3      | FH                  | 1 – 1 | 2 – 2  |
| Lincoln Red Imps   | 1:3          | Celtic              | 1 – 0 | 0 – 3  |
| Crusaders          | 0:9          | Copenhague          | 0 – 3 | 0 – 6  |

### Tercera fase
El sorteo se realizó el 15 de julio y los partidos de ida se jugaran los días 26 y 27 de julio de 2016, mientras que los partidos de vuelta serán los días 2 y 3 de agosto.
Los equipos eliminados de esta ronda pasaran a disputar la Liga Europa de la UEFA 2016-17 en la cuarta ronda de play-offs

#### Tercera fase de campeones de liga
En esta ronda participan un total de 20 equipos, 3 pertenecientes a las ligas clasificadas entre las posiciones 13 y 15, más los 17 equipos ganadores de la segunda ronda. El sorteo se realizó el día 15 de julio y los partidos de ida se jugaran los días 26 y 27 de julio de 2016, mientras que los partidos de vuelta serán los días 2 y 3 de agosto.
| Equipo local ida   | Resultado | Equipo local vuelta | Ida   | Vuelta |
| ------------------ | --------- | ------------------- | ----- | ------ |
| Rosenborg          | 2:4       | APOEL Nicosia       | 2 – 1 | 0 – 3  |
| Dinamo Zagreb      | 3:0       | Dinamo Tbilisi      | 2 – 0 | 1 – 0  |
| Olympiacos         | 0:1       | Hapoel Be'er Sheva  | 0 – 0 | 0 – 1  |
| Astana             | 2:3       | Celtic              | 1 – 1 | 1 – 2  |
| Trenčín            | 0:1       | Legia Varsovia      | 0 – 1 | 0 – 0  |
| Viktoria Plzeň     | (v) 1:1   | Qarabağ             | 0 – 0 | 1 – 1  |
| Astra Giurgiu      | 1:4       | Copenhague          | 1 – 1 | 0 – 3  |
| BATE Borisov       | 1:3       | Dundalk             | 1 – 0 | 0 – 3  |
| Ludogorets Razgrad | (pr) 6:4  | Estrella Roja       | 2 – 2 | 4 – 2  |
| Partizani Tirana   | 0:3       | Red Bull Salzburgo  | 0 – 1 | 0 – 2  |

#### Tercera fase de no campeones de liga
En esta ronda participan un total de 10 equipos, 9 subcampeones de las ligas clasificadas entre las posiciones 7 y 15, más el tercer clasificado de la liga en 6.ª posición. El sorteo se realizó el día 15 de julio y los partidos de ida se jugaran los días 26 y 27 de julio de 2016, mientras que los partidos de vuelta serán los días 2 y 3 de agosto.
| Equipo local ida | Resultado    | Equipo local vuelta | Ida   | Vuelta |
| ---------------- | ------------ | ------------------- | ----- | ------ |
| Ajax             | 3:2          | PAOK Salónica       | 1 – 1 | 2 – 1  |
| Sparta Praga     | 1:3          | Steaua de Bucarest  | 1 – 1 | 0 – 2  |
| Shakhtar Donetsk | 2:2 (2:4 p.) | Young Boys          | 2 – 0 | 0 – 2  |
| Rostov           | 4:2          | Anderlecht          | 2 – 2 | 2 – 0  |
| Fenerbahçe       | 3:4          | Mónaco              | 2 – 1 | 1 – 3  |

### Cuarta fase (play-off)

#### Ronda de play-off para campeones de liga
Esta ronda la disputan los 10 equipos clasificados de la tercera ronda de campeones de liga, los 5 ganadores tendrán derecho a jugar la fase de grupos de la Liga de Campeones.
| Equipo local ida   | Resultado | Equipo local vuelta | Ida   | Vuelta |
| ------------------ | --------- | ------------------- | ----- | ------ |
| Ludogorets Razgrad | 4:2       | Viktoria Plzeň      | 2 – 0 | 2 – 2  |
| Celtic             | 5:4       | Hapoel Be'er Sheva  | 5 – 2 | 0 – 2  |
| Copenhague         | 2:1       | APOEL Nicosia       | 1 – 0 | 1 – 1  |
| Dundalk            | 1:3       | Legia Varsovia      | 0 – 2 | 1 – 1  |
| Dinamo Zagreb      | (pr) 3:2  | Red Bull Salzburgo  | 1 – 1 | 2 – 1  |

#### Ronda de play-off para no campeones de liga
La disputan 10 equipos, los 5 clasificados de la ronda anterior, más los 5 nuevos equipos que entran en esta ronda, los terceros clasificados en las ligas situadas en la 4.ª y 5.ª posición, más los cuartos clasificados de las ligas situadas entre las 1.ª y 3.ª.
| Equipo local ida   | Resultado | Equipo local vuelta      | Ida   | Vuelta |
| ------------------ | --------- | ------------------------ | ----- | ------ |
| Steaua de Bucarest | 0:6       | Manchester City          | 0 – 5 | 0 – 1  |
| Porto              | 4:1       | Roma                     | 1 – 1 | 3 – 0  |
| Ajax               | 2:5       | Rostov                   | 1 – 1 | 1 – 4  |
| Young Boys         | 2:9       | Borussia Mönchengladbach | 1 – 3 | 1 – 6  |
| Villarreal         | 1:3       | Mónaco                   | 1 – 2 | 0 – 1  |

## Fase de grupos
El sorteo de la fase de grupos se llevó a cabo el 25 de agosto. En la fase de grupos, participarán los 10 equipos clasificados de la tercera ronda previa (5 de la de campeones de liga y 5 de los no campeones de liga), junto a los siguientes 22 equipos, que se clasificaron de forma directa, dando un total de 32 equipos, para formar 8 grupos de 4 equipos.
En caso de que dos o más clubes obtengan el mismo puntaje, se toma en consideración los resultados entre los equipos en cuestión.
Nota: En cursiva el único equipo debutante en fase de grupos de la Liga de Campeones.

| 1º bombo (Cabezas de serie)       | 2º bombo                         | 3º bombo                              | 4º bombo                        |
| --------------------------------- | -------------------------------- | ------------------------------------- | ------------------------------- |
| Real Madrid (cc: 176.142) CV      | Atlético de Madrid (cc: 144.142) | Basilea (cc: 87.755)                  | Celtic (cc: 40.460)             |
| Bayern Múnich (cc: 163.035)       | Borussia Dortmund (cc: 110.035)  | Tottenham Hotspur (cc: 74.256)        | Mónaco (cc: 36.549)             |
| Barcelona (cc: 159.142)           | Arsenal (cc: 105.256)            | Dinamo de Kiev (cc: 65.936)           | Beşiktaş (cc: 34.920)           |
| Benfica (cc: 116.616)             | Manchester City (cc: 99.256)     | Olympique de Lyon (cc: 63.049)        | Legia Varsovia (cc: 28.000)     |
| París Saint-Germain (cc: 112.549) | Sevilla (cc: 95.642)CV UEL       | PSV Eindhoven (cc: 57.112)            | Dinamo Zagreb (cc: 25.775)      |
| Juventus (cc: 107.087)            | Porto (cc: 92.616)               | Sporting de Lisboa (cc: 51.616)       | Ludogorets Razgrad (cc: 25.625) |
| CSKA Moscú (cc: 48.716)           | Napoli (cc: 90.087)              | Brujas (cc: 43.000)                   | Copenhague (cc: 24.720)         |
| Leicester City (cc: 15.256)       | Bayer Leverkusen (cc: 89.035)    | Borussia Mönchengladbach (cc: 42.035) | Rostov (cc: 11.716)             |

|  | Equipos clasificados para los Octavos de final.                                 |
|  | Equipos repescados para los Dieciseisavos de final de la Liga Europa de la UEFA |
|  | Equipos eliminados de la competición.                                           |

### Grupo A
| Equipo              | Pts. | PJ | PG | PE | PP | GF | GC | Dif. | Notas                          |
| ------------------- | ---- | -- | -- | -- | -- | -- | -- | ---- | ------------------------------ |
| Arsenal             | 14   | 6  | 4  | 2  | 0  | 18 | 6  | 12   | Clasificado a octavos de final |
| París Saint-Germain | 12   | 6  | 3  | 3  | 0  | 13 | 7  | 6    | Clasificado a octavos de final |
| Ludogorets Razgrad  | 3    | 6  | 0  | 3  | 3  | 6  | 15 | -9   | Acceso a Liga Europa           |
| Basilea             | 2    | 6  | 0  | 2  | 4  | 3  | 12 | -9   | Eliminado                      |

|     | ARS | PSG | LUD | BAS |
| --- | --- | --- | --- | --- |
| ARS |     | 2-2 | 6-0 | 2-0 |
| PSG | 1-1 |     | 2-2 | 3-0 |
| LUD | 2-3 | 1-3 |     | 0-0 |
| BAS | 1-4 | 1-2 | 1-1 |     |

### Grupo B
| Equipo         | Pts. | PJ | PG | PE | PP | GF | GC | Dif. | Notas                          |
| -------------- | ---- | -- | -- | -- | -- | -- | -- | ---- | ------------------------------ |
| Napoli         | 11   | 6  | 3  | 2  | 1  | 11 | 8  | 3    | Clasificado a octavos de final |
| Benfica        | 8    | 6  | 2  | 2  | 2  | 10 | 10 | 0    | Clasificado a octavos de final |
| Beşiktaş       | 7    | 6  | 1  | 4  | 1  | 9  | 14 | -5   | Acceso a Liga Europa           |
| Dinamo de Kiev | 5    | 6  | 1  | 2  | 3  | 8  | 6  | 2    | Eliminado                      |

|     | NAP | BEN | BES | DKI |
| --- | --- | --- | --- | --- |
| NAP |     | 4-2 | 2-3 | 0-0 |
| BEN | 1-2 |     | 1-1 | 1-0 |
| BES | 1-1 | 3-3 |     | 1-1 |
| DKI | 1-2 | 0-2 | 6-0 |     |

### Grupo C
| Equipo             | Pts. | PJ | PG | PE | PP | GF | GC | Dif. | Notas                          |
| ------------------ | ---- | -- | -- | -- | -- | -- | -- | ---- | ------------------------------ |
| Barcelona          | 15   | 6  | 5  | 0  | 1  | 20 | 4  | 16   | Clasificado a octavos de final |
| Manchester City    | 9    | 6  | 2  | 3  | 1  | 12 | 10 | 2    | Clasificado a octavos de final |
| B. Mönchengladbach | 5    | 6  | 1  | 2  | 3  | 5  | 12 | -7   | Acceso a Liga Europa           |
| Celtic             | 3    | 6  | 0  | 3  | 3  | 5  | 16 | -11  | Eliminado                      |

|     | BAR | MCI | BMO | CEL |
| --- | --- | --- | --- | --- |
| BAR |     | 4-0 | 4-0 | 7-0 |
| MCI | 3-1 |     | 4-0 | 1-1 |
| BMO | 1-2 | 1-1 |     | 1-1 |
| CEL | 0-2 | 3-3 | 0-2 |     |

### Grupo D
| Equipo             | Pts. | PJ | PG | PE | PP | GF | GC | Dif. | Notas                          |
| ------------------ | ---- | -- | -- | -- | -- | -- | -- | ---- | ------------------------------ |
| Atlético de Madrid | 15   | 6  | 5  | 0  | 1  | 7  | 2  | 5    | Clasificado a octavos de final |
| Bayern Múnich      | 12   | 6  | 4  | 0  | 2  | 14 | 6  | 8    | Clasificado a octavos de final |
| Rostov             | 5    | 6  | 1  | 2  | 3  | 6  | 12 | -6   | Acceso a Liga Europa           |
| PSV Eindhoven      | 2    | 6  | 0  | 2  | 4  | 4  | 11 | -7   | Eliminado                      |

|     | ATM | BMU | ROS | PSV |
| --- | --- | --- | --- | --- |
| ATM |     | 1-0 | 2-1 | 2-0 |
| BMU | 1-0 |     | 5-0 | 4-1 |
| ROS | 0-1 | 3-2 |     | 2-2 |
| PSV | 0-1 | 1-2 | 0-0 |     |

### Grupo E
| Equipo            | Pts. | PJ | PG | PE | PP | GF | GC | Dif. | Notas                          |
| ----------------- | ---- | -- | -- | -- | -- | -- | -- | ---- | ------------------------------ |
| Mónaco            | 11   | 6  | 3  | 2  | 1  | 9  | 7  | 2    | Clasificado a octavos de final |
| Bayer Leverkusen  | 10   | 6  | 2  | 4  | 0  | 8  | 4  | 4    | Clasificado a octavos de final |
| Tottenham Hotspur | 7    | 6  | 2  | 1  | 3  | 6  | 6  | 0    | Acceso a Liga Europa           |
| CSKA Moscú        | 3    | 6  | 0  | 3  | 3  | 5  | 11 | -6   | Eliminado                      |

|     | MON | LEV | TOT | CSK |
| --- | --- | --- | --- | --- |
| MON |     | 1-1 | 2-1 | 3-0 |
| LEV | 3-0 |     | 0-0 | 2-2 |
| TOT | 1-2 | 0-1 |     | 3-1 |
| CSK | 1-1 | 1-1 | 0-1 |     |

### Grupo F
| Equipo             | Pts. | PJ | PG | PE | PP | GF | GC | Dif. | Notas                          |
| ------------------ | ---- | -- | -- | -- | -- | -- | -- | ---- | ------------------------------ |
| Borussia Dortmund  | 14   | 6  | 4  | 2  | 0  | 21 | 9  | 12   | Clasificado a octavos de final |
| Real Madrid        | 12   | 6  | 3  | 3  | 0  | 16 | 10 | 6    | Clasificado a octavos de final |
| Legia Varsovia     | 4    | 6  | 1  | 1  | 4  | 9  | 24 | -15  | Acceso a Liga Europa           |
| Sporting de Lisboa | 3    | 6  | 1  | 0  | 5  | 5  | 8  | -3   | Eliminado                      |

|     | BOR | RMA | LEG | SPO |
| --- | --- | --- | --- | --- |
| BOR |     | 2-2 | 8-4 | 1-0 |
| RMA | 2-2 |     | 5-1 | 2-1 |
| LEG | 0-6 | 3-3 |     | 1-0 |
| SPO | 1-2 | 1-2 | 2-0 |     |

### Grupo G
| Equipo         | Pts. | PJ | PG | PE | PP | GF | GC | Dif. | Notas                          |
| -------------- | ---- | -- | -- | -- | -- | -- | -- | ---- | ------------------------------ |
| Leicester City | 13   | 6  | 4  | 1  | 1  | 7  | 6  | 1    | Clasificado a octavos de final |
| Porto          | 11   | 6  | 3  | 2  | 1  | 9  | 3  | 6    | Clasificado a octavos de final |
| Copenhague     | 9    | 6  | 2  | 3  | 1  | 7  | 2  | 5    | Acceso a Liga Europa           |
| Brujas         | 0    | 6  | 0  | 0  | 6  | 2  | 14 | -12  | Eliminado                      |

|     | LEI | POR | COP | BRU |
| --- | --- | --- | --- | --- |
| LEI |     | 1-0 | 1-0 | 2-1 |
| POR | 5-0 |     | 1-1 | 1-0 |
| COP | 0-0 | 0-0 |     | 4-0 |
| BRU | 0-3 | 1-2 | 0-2 |     |

### Grupo H
| Equipo            | Pts. | PJ | PG | PE | PP | GF | GC | Dif. | Notas                          |
| ----------------- | ---- | -- | -- | -- | -- | -- | -- | ---- | ------------------------------ |
| Juventus          | 14   | 6  | 4  | 2  | 0  | 11 | 2  | 9    | Clasificado a octavos de final |
| Sevilla           | 11   | 6  | 3  | 2  | 1  | 7  | 3  | 4    | Clasificado a octavos de final |
| Olympique de Lyon | 8    | 6  | 2  | 2  | 2  | 5  | 3  | 2    | Acceso a Liga Europa           |
| Dinamo Zagreb     | 0    | 6  | 0  | 0  | 6  | 0  | 15 | -15  | Eliminado                      |

|     | JUV | SEV | LYO | ZAG |
| --- | --- | --- | --- | --- |
| JUV |     | 0-0 | 1-1 | 2-0 |
| SEV | 1-3 |     | 1-0 | 4-0 |
| LYO | 0-1 | 0-0 |     | 3-0 |
| ZAG | 0-4 | 0-1 | 0-1 |     |

## Fase final
La fase final de la competición se disputó en eliminatorias a doble partido, salvo la final, que fue a partido único. En estos encuentros rige la regla del gol de visitante, que determina que el equipo que marque más goles como visitante gana la eliminatoria si hay empate en la diferencia de goles. En caso de estar la eliminatoria empatada tras los 180 minutos de ambos partidos se disputa una prórroga de 30 minutos, y si esta termina en igualdad la eliminatoria se decide en una tanda de penaltis.
Un total de dieciséis clasificados disputaron la fase eliminatoria final de la competición. En esta edición del torneo cada una de las instancias de la segunda fase (octavos de final, cuartos de final y semifinales) fueron sorteadas. A partir de cuartos de final y en semifinales no hubo cabezas de serie por lo que podrían  enfrentarse clubes del mismo país.
Los equipos fueron divididos en dos bombos (líderes de grupo o cabezas de serie, y segundos clasificados).
| Grupo | 1.er bombo (Líderes) | 2º bombo (Segundos) |
| ----- | -------------------- | ------------------- |
| A     | Arsenal              | París Saint-Germain |
| B     | Napoli               | Benfica             |
| C     | Barcelona            | Manchester City     |
| D     | Atlético de Madrid   | Bayern Múnich       |
| E     | Mónaco               | Bayer Leverkusen    |
| F     | Borussia Dortmund    | Real Madrid         |
| G     | Leicester City       | Porto               |
| H     | Juventus             | Sevilla             |

### Eliminatorias
|  | Octavos de final                                                    | Octavos de final                                                    | Octavos de final                                                    | Octavos de final                                                    | Octavos de final                                                    |   |    | Cuartos de final                                                 | Cuartos de final                                                 | Cuartos de final                                                 | Cuartos de final                                                 | Cuartos de final                                                 |  |    | Semifinales                                                 | Semifinales                                                 | Semifinales                                                 | Semifinales                                                 | Semifinales                                                 |  |    | Final                                         | Final                                         | Final                                         |  |
|  | 14 al 22 de febrero de 2017 (ida) 7 al 15 de marzo de 2017 (vuelta) | 14 al 22 de febrero de 2017 (ida) 7 al 15 de marzo de 2017 (vuelta) | 14 al 22 de febrero de 2017 (ida) 7 al 15 de marzo de 2017 (vuelta) | 14 al 22 de febrero de 2017 (ida) 7 al 15 de marzo de 2017 (vuelta) | 14 al 22 de febrero de 2017 (ida) 7 al 15 de marzo de 2017 (vuelta) |   |    | 11 y 12 de abril de 2017 (ida) 18 y 19 de abril de 2017 (vuelta) | 11 y 12 de abril de 2017 (ida) 18 y 19 de abril de 2017 (vuelta) | 11 y 12 de abril de 2017 (ida) 18 y 19 de abril de 2017 (vuelta) | 11 y 12 de abril de 2017 (ida) 18 y 19 de abril de 2017 (vuelta) | 11 y 12 de abril de 2017 (ida) 18 y 19 de abril de 2017 (vuelta) |  |    | 2 y 3 de mayo de 2017 (ida) 9 y 10 de mayo de 2017 (vuelta) | 2 y 3 de mayo de 2017 (ida) 9 y 10 de mayo de 2017 (vuelta) | 2 y 3 de mayo de 2017 (ida) 9 y 10 de mayo de 2017 (vuelta) | 2 y 3 de mayo de 2017 (ida) 9 y 10 de mayo de 2017 (vuelta) | 2 y 3 de mayo de 2017 (ida) 9 y 10 de mayo de 2017 (vuelta) |  |    | 3 de junio de 2017 Millenium Stadium, Cardiff | 3 de junio de 2017 Millenium Stadium, Cardiff | 3 de junio de 2017 Millenium Stadium, Cardiff |  |
|  |                                                                     |                                                                     |                                                                     |                                                                     |                                                                     |   |    |                                                                  |                                                                  |                                                                  |                                                                  |                                                                  |  |    |                                                             |                                                             |                                                             |                                                             |                                                             |  |    |                                               |                                               |                                               |  |
|  |                                                                     |                                                                     |                                                                     |                                                                     |                                                                     |   |    |                                                                  |                                                                  |                                                                  |                                                                  |                                                                  |  |    |                                                             |                                                             |                                                             |                                                             |                                                             |  |    |                                               |                                               |                                               |  |
|  | 2B                                                                  | Benfica                                                             | 1                                                                   | 0                                                                   | 1                                                                   |   |    |                                                                  |                                                                  |                                                                  |                                                                  |                                                                  |  |    |                                                             |                                                             |                                                             |                                                             |                                                             |  |    |                                               |                                               |                                               |  |
|  | 2B                                                                  | Benfica                                                             | 1                                                                   | 0                                                                   | 1                                                                   |   |    |                                                                  |                                                                  |                                                                  |                                                                  |                                                                  |  |    |                                                             |                                                             |                                                             |                                                             |                                                             |  |    |                                               |                                               |                                               |  |
|  | 1F                                                                  | Borussia Dortmund                                                   | 0                                                                   | 4                                                                   | 4                                                                   |   |    |                                                                  |                                                                  |                                                                  |                                                                  |                                                                  |  |    |                                                             |                                                             |                                                             |                                                             |                                                             |  |    |                                               |                                               |                                               |  |
|  | 1F                                                                  | Borussia Dortmund                                                   | 0                                                                   | 4                                                                   | 4                                                                   |   | 1F | Borussia Dortmund                                                | 2                                                                | 1                                                                | 3                                                                |                                                                  |  |    |                                                             |                                                             |                                                             |                                                             |                                                             |  |    |                                               |                                               |                                               |  |
|  |                                                                     |                                                                     |                                                                     |                                                                     |                                                                     |   | 1F | Borussia Dortmund                                                | 2                                                                | 1                                                                | 3                                                                |                                                                  |  |    |                                                             |                                                             |                                                             |                                                             |                                                             |  |    |                                               |                                               |                                               |  |
|  |                                                                     |                                                                     | 1E                                                                  | Mónaco                                                              | 3                                                                   | 3 | 6  |                                                                  |                                                                  |                                                                  |                                                                  |                                                                  |  |    |                                                             |                                                             |                                                             |                                                             |                                                             |  |    |                                               |                                               |                                               |  |
|  | 2C                                                                  | Manchester City                                                     | 1E                                                                  | Mónaco                                                              | 3                                                                   | 3 | 6  | 5                                                                | 1                                                                | 6                                                                |                                                                  |                                                                  |  |    |                                                             |                                                             |                                                             |                                                             |                                                             |  |    |                                               |                                               |                                               |  |
|  | 2C                                                                  | Manchester City                                                     |                                                                     |                                                                     |                                                                     |   |    |                                                                  |                                                                  | 6                                                                |                                                                  |                                                                  |  |    |                                                             |                                                             |                                                             |                                                             |                                                             |  |    |                                               |                                               |                                               |  |
|  | 1E                                                                  | Mónaco (v.)                                                         | 3                                                                   | 3                                                                   | 6                                                                   |   |    |                                                                  |                                                                  |                                                                  |                                                                  |                                                                  |  |    |                                                             |                                                             |                                                             |                                                             |                                                             |  |    |                                               |                                               |                                               |  |
|  | 1E                                                                  | Mónaco (v.)                                                         | 3                                                                   | 3                                                                   | 6                                                                   |   |    |                                                                  |                                                                  |                                                                  |                                                                  |                                                                  |  | 1E | Mónaco                                                      | 0                                                           | 1                                                           | 1                                                           |                                                             |  |    |                                               |                                               |                                               |  |
|  |                                                                     |                                                                     |                                                                     |                                                                     |                                                                     |   |    |                                                                  |                                                                  |                                                                  |                                                                  |                                                                  |  | 1E | Mónaco                                                      | 0                                                           | 1                                                           | 1                                                           |                                                             |  |    |                                               |                                               |                                               |  |
|  |                                                                     |                                                                     | 1H                                                                  | Juventus                                                            | 2                                                                   | 2 | 4  |                                                                  |                                                                  |                                                                  |                                                                  |                                                                  |  |    |                                                             |                                                             |                                                             |                                                             |                                                             |  |    |                                               |                                               |                                               |  |
|  | 2G                                                                  | Porto                                                               | 1H                                                                  | Juventus                                                            | 2                                                                   | 2 | 4  | 0                                                                | 0                                                                | 0                                                                |                                                                  |                                                                  |  |    |                                                             |                                                             |                                                             |                                                             |                                                             |  |    |                                               |                                               |                                               |  |
|  | 2G                                                                  | Porto                                                               |                                                                     |                                                                     |                                                                     |   |    |                                                                  |                                                                  | 0                                                                |                                                                  |                                                                  |  |    |                                                             |                                                             |                                                             |                                                             |                                                             |  |    |                                               |                                               |                                               |  |
|  | 1H                                                                  | Juventus                                                            | 2                                                                   | 1                                                                   | 3                                                                   |   |    |                                                                  |                                                                  |                                                                  |                                                                  |                                                                  |  |    |                                                             |                                                             |                                                             |                                                             |                                                             |  |    |                                               |                                               |                                               |  |
|  | 1H                                                                  | Juventus                                                            | 2                                                                   | 1                                                                   | 3                                                                   |   | 1H | Juventus                                                         | 3                                                                | 0                                                                | 3                                                                |                                                                  |  |    |                                                             |                                                             |                                                             |                                                             |                                                             |  |    |                                               |                                               |                                               |  |
|  |                                                                     |                                                                     |                                                                     |                                                                     |                                                                     |   | 1H | Juventus                                                         | 3                                                                | 0                                                                | 3                                                                |                                                                  |  |    |                                                             |                                                             |                                                             |                                                             |                                                             |  |    |                                               |                                               |                                               |  |
|  |                                                                     |                                                                     | 1C                                                                  | Barcelona                                                           | 0                                                                   | 0 | 0  |                                                                  |                                                                  |                                                                  |                                                                  |                                                                  |  |    |                                                             |                                                             |                                                             |                                                             |                                                             |  |    |                                               |                                               |                                               |  |
|  | 2A                                                                  | París Saint-Germain                                                 | 1C                                                                  | Barcelona                                                           | 0                                                                   | 0 | 0  | 4                                                                | 1                                                                | 5                                                                |                                                                  |                                                                  |  |    |                                                             |                                                             |                                                             |                                                             |                                                             |  |    |                                               |                                               |                                               |  |
|  | 2A                                                                  | París Saint-Germain                                                 |                                                                     |                                                                     |                                                                     |   |    |                                                                  |                                                                  | 5                                                                |                                                                  |                                                                  |  |    |                                                             |                                                             |                                                             |                                                             |                                                             |  |    |                                               |                                               |                                               |  |
|  | 1C                                                                  | Barcelona                                                           | 0                                                                   | 6                                                                   | 6                                                                   |   |    |                                                                  |                                                                  |                                                                  |                                                                  |                                                                  |  |    |                                                             |                                                             |                                                             |                                                             |                                                             |  |    |                                               |                                               |                                               |  |
|  | 1C                                                                  | Barcelona                                                           | 0                                                                   | 6                                                                   | 6                                                                   |   |    |                                                                  |                                                                  |                                                                  |                                                                  |                                                                  |  |    |                                                             |                                                             |                                                             |                                                             |                                                             |  | 1H | Juventus                                      | 1                                             |                                               |  |
|  |                                                                     |                                                                     |                                                                     |                                                                     |                                                                     |   |    |                                                                  |                                                                  |                                                                  |                                                                  |                                                                  |  |    |                                                             |                                                             |                                                             |                                                             |                                                             |  | 1H | Juventus                                      | 1                                             |                                               |  |
|  |                                                                     |                                                                     | 2F                                                                  | Real Madrid                                                         | 4                                                                   |   |    |                                                                  |                                                                  |                                                                  |                                                                  |                                                                  |  |    |                                                             |                                                             |                                                             |                                                             |                                                             |  |    |                                               |                                               |                                               |  |
|  | 2D                                                                  | Bayern Múnich                                                       | 2F                                                                  | Real Madrid                                                         | 4                                                                   | 5 | 5  | 10                                                               |                                                                  |                                                                  |                                                                  |                                                                  |  |    |                                                             |                                                             |                                                             |                                                             |                                                             |  |    |                                               |                                               |                                               |  |
|  | 2D                                                                  | Bayern Múnich                                                       |                                                                     |                                                                     |                                                                     |   |    |                                                                  |                                                                  |                                                                  |                                                                  |                                                                  |  |    |                                                             |                                                             |                                                             |                                                             |                                                             |  |    |                                               |                                               |                                               |  |
|  | 1A                                                                  | Arsenal                                                             | 1                                                                   | 1                                                                   | 2                                                                   |   |    |                                                                  |                                                                  |                                                                  |                                                                  |                                                                  |  |    |                                                             |                                                             |                                                             |                                                             |                                                             |  |    |                                               |                                               |                                               |  |
|  | 1A                                                                  | Arsenal                                                             | 1                                                                   | 1                                                                   | 2                                                                   |   | 2D | Bayern Múnich                                                    | 1                                                                | 2                                                                | 3                                                                |                                                                  |  |    |                                                             |                                                             |                                                             |                                                             |                                                             |  |    |                                               |                                               |                                               |  |
|  |                                                                     |                                                                     |                                                                     |                                                                     |                                                                     |   | 2D | Bayern Múnich                                                    | 1                                                                | 2                                                                | 3                                                                |                                                                  |  |    |                                                             |                                                             |                                                             |                                                             |                                                             |  |    |                                               |                                               |                                               |  |
|  |                                                                     |                                                                     | 2F                                                                  | Real Madrid (t. s.)                                                 | 2                                                                   | 4 | 6  |                                                                  |                                                                  |                                                                  |                                                                  |                                                                  |  |    |                                                             |                                                             |                                                             |                                                             |                                                             |  |    |                                               |                                               |                                               |  |
|  | 2F                                                                  | Real Madrid                                                         | 2F                                                                  | Real Madrid (t. s.)                                                 | 2                                                                   | 4 | 6  | 3                                                                | 3                                                                | 6                                                                |                                                                  |                                                                  |  |    |                                                             |                                                             |                                                             |                                                             |                                                             |  |    |                                               |                                               |                                               |  |
|  | 2F                                                                  | Real Madrid                                                         |                                                                     |                                                                     |                                                                     |   |    |                                                                  |                                                                  | 6                                                                |                                                                  |                                                                  |  |    |                                                             |                                                             |                                                             |                                                             |                                                             |  |    |                                               |                                               |                                               |  |
|  | 1B                                                                  | Napoli                                                              | 1                                                                   | 1                                                                   | 2                                                                   |   |    |                                                                  |                                                                  |                                                                  |                                                                  |                                                                  |  |    |                                                             |                                                             |                                                             |                                                             |                                                             |  |    |                                               |                                               |                                               |  |
|  | 1B                                                                  | Napoli                                                              | 1                                                                   | 1                                                                   | 2                                                                   |   |    |                                                                  |                                                                  |                                                                  |                                                                  |                                                                  |  | 2F | Real Madrid                                                 | 3                                                           | 1                                                           | 4                                                           |                                                             |  |    |                                               |                                               |                                               |  |
|  |                                                                     |                                                                     |                                                                     |                                                                     |                                                                     |   |    |                                                                  |                                                                  |                                                                  |                                                                  |                                                                  |  | 2F | Real Madrid                                                 | 3                                                           | 1                                                           | 4                                                           |                                                             |  |    |                                               |                                               |                                               |  |
|  |                                                                     |                                                                     | 1D                                                                  | Atlético de Madrid                                                  | 0                                                                   | 2 | 2  |                                                                  |                                                                  |                                                                  |                                                                  |                                                                  |  |    |                                                             |                                                             |                                                             |                                                             |                                                             |  |    |                                               |                                               |                                               |  |
|  | 2E                                                                  | Bayer Leverkusen                                                    | 1D                                                                  | Atlético de Madrid                                                  | 0                                                                   | 2 | 2  | 2                                                                | 0                                                                | 2                                                                |                                                                  |                                                                  |  |    |                                                             |                                                             |                                                             |                                                             |                                                             |  |    |                                               |                                               |                                               |  |
|  | 2E                                                                  | Bayer Leverkusen                                                    |                                                                     |                                                                     |                                                                     |   |    |                                                                  |                                                                  | 2                                                                |                                                                  |                                                                  |  |    |                                                             |                                                             |                                                             |                                                             |                                                             |  |    |                                               |                                               |                                               |  |
|  | 1D                                                                  | Atlético de Madrid                                                  | 4                                                                   | 0                                                                   | 4                                                                   |   |    |                                                                  |                                                                  |                                                                  |                                                                  |                                                                  |  |    |                                                             |                                                             |                                                             |                                                             |                                                             |  |    |                                               |                                               |                                               |  |
|  | 1D                                                                  | Atlético de Madrid                                                  | 4                                                                   | 0                                                                   | 4                                                                   |   | 1D | Atlético de Madrid                                               | 1                                                                | 1                                                                | 2                                                                |                                                                  |  |    |                                                             |                                                             |                                                             |                                                             |                                                             |  |    |                                               |                                               |                                               |  |
|  |                                                                     |                                                                     |                                                                     |                                                                     |                                                                     |   | 1D | Atlético de Madrid                                               | 1                                                                | 1                                                                | 2                                                                |                                                                  |  |    |                                                             |                                                             |                                                             |                                                             |                                                             |  |    |                                               |                                               |                                               |  |
|  |                                                                     |                                                                     | 1G                                                                  | Leicester City                                                      | 0                                                                   | 1 | 1  |                                                                  |                                                                  |                                                                  |                                                                  |                                                                  |  |    |                                                             |                                                             |                                                             |                                                             |                                                             |  |    |                                               |                                               |                                               |  |
|  | 2H                                                                  | Sevilla                                                             | 1G                                                                  | Leicester City                                                      | 0                                                                   | 1 | 1  | 2                                                                | 0                                                                | 2                                                                |                                                                  |                                                                  |  |    |                                                             |                                                             |                                                             |                                                             |                                                             |  |    |                                               |                                               |                                               |  |
|  | 2H                                                                  | Sevilla                                                             |                                                                     |                                                                     |                                                                     |   |    |                                                                  |                                                                  | 2                                                                |                                                                  |                                                                  |  |    |                                                             |                                                             |                                                             |                                                             |                                                             |  |    |                                               |                                               |                                               |  |
|  | 1G                                                                  | Leicester City                                                      | 1                                                                   | 2                                                                   | 3                                                                   |   |    |                                                                  |                                                                  |                                                                  |                                                                  |                                                                  |  |    |                                                             |                                                             |                                                             |                                                             |                                                             |  |    |                                               |                                               |                                               |  |
|  | 1G                                                                  | Leicester City                                                      | 1                                                                   | 2                                                                   | 3                                                                   |   |    |                                                                  |                                                                  |                                                                  |                                                                  |                                                                  |  |    |                                                             |                                                             |                                                             |                                                             |                                                             |  |    |                                               |                                               |                                               |  |
|  |                                                                     |                                                                     |                                                                     |                                                                     |                                                                     |   |    |                                                                  |                                                                  |                                                                  |                                                                  |                                                                  |  |    |                                                             |                                                             |                                                             |                                                             |                                                             |  |    |                                               |                                               |                                               |  |

### Octavos de final
Para más detalle véase Octavos de final (2016-17)
| 21 de febrero de 2017, 20:45 | Manchester City                                       | 5:3 (1:2) | Mónaco                      | Etihad Stadium, Mánchester                                      |                                                                 |
|                              | Sterling 26' · Agüero 58' 71' · Stones 77' · Sané 82' | Reporte   | Falcao 32' 61' · Mbappé 40' | Asistencia: 52 351 espectadores Árbitro(s): Antonio Mateu Lahoz | Asistencia: 52 351 espectadores Árbitro(s): Antonio Mateu Lahoz |

| 15 de marzo de 2017, 20:45                                              | Mónaco                                 | 3:1 (2:0) | Manchester City | Estadio Luis II, Mónaco                                     |                                                             |
|                                                                         | Mbappé 8' · Fabinho 29' · Bakayoko 77' | Reporte   | 71' Sané        | Asistencia: 15 700 espectadores Árbitro(s): Gianluca Rocchi | Asistencia: 15 700 espectadores Árbitro(s): Gianluca Rocchi |
| Clasificado el Mónaco (Global 6:6 / Clasificado por goles de visitante) |                                        |           |                 |                                                             |                                                             |

| 15 de febrero de 2017, 20:45 | Real Madrid                            | 3:1 (1:1) | Napoli     | Estadio Santiago Bernabéu, Madrid                         |                                                           |
|                              | Benzema 18' · Kroos 49' · Casemiro 54' | Reporte   | Insigne 8' | Asistencia: 79 000 espectadores Árbitro(s): Damir Skomina | Asistencia: 79 000 espectadores Árbitro(s): Damir Skomina |

| 7 de marzo de 2017, 20:45               | Napoli      | 1:3 (1:0) | Real Madrid                            | Estadio San Paolo, Nápoles                               |                                                          |
|                                         | Mertens 24' | Reporte   | Ramos 52' · Mertens 57' · Morata 90+1' | Asistencia: 60 695 espectadores Árbitro(s): Cüneyt Çakır | Asistencia: 60 695 espectadores Árbitro(s): Cüneyt Çakır |
| Clasificado el Real Madrid (Global 6:2) |             |           |                                        |                                                          |                                                          |

| 14 de febrero de 2017, 16:45 | Benfica       | 1:0 (0:0) | Borussia Dortmund | Estádio da Luz, Lisboa                                     |                                                            |
|                              | Mitroglou 48' | Reporte   |                   | Asistencia: 59 124 espectadores Árbitro(s): Nicola Rizzoli | Asistencia: 59 124 espectadores Árbitro(s): Nicola Rizzoli |

| 8 de marzo de 2017, 16:45                     | Borussia Dortmund                   | 4:0 (1:0) | Benfica | Signal Iduna Park, Dortmund                                 |                                                             |
|                                               | Aubameyang 4' 61' 85' · Pulisic 58' | Reporte   |         | Asistencia: 66 849 espectadores Árbitro(s): Martin Atkinson | Asistencia: 66 849 espectadores Árbitro(s): Martin Atkinson |
| Clasificado el Borussia Dortmund (Global 4:1) |                                     |           |         |                                                             |                                                             |

| 15 de febrero de 2017, 20:45 | Bayern Múnich                                                 | 5:1 (1:1) | Arsenal        | Allianz Arena, Múnich                                     |                                                           |
|                              | Robben 11' · Lewandowski 53' · Thiago 56' 63' · T. Müller 88' | Reporte   | A. Sánchez 30' | Asistencia: 71 000 espectadores Árbitro(s): Milorad Mažić | Asistencia: 71 000 espectadores Árbitro(s): Milorad Mažić |

| 7 de marzo de 2017, 20:45                  | Arsenal     | 1:5 (1:0) | Bayern Múnich                                                    | Emirates Stadium, Londres                                      |                                                                |
|                                            | Walcott 20' | Reporte   | Lewandowski 55' · Robben 68' · Douglas Costa 78' · Vidal 80' 85' | Asistencia: 58 911 espectadores Árbitro(s): Tasos Sidiropoulos | Asistencia: 58 911 espectadores Árbitro(s): Tasos Sidiropoulos |
| Clasificado el Bayern Múnich (Global 10:2) |             |           |                                                                  |                                                                |                                                                |

| 22 de febrero de 2017, 20:45 | Porto | 0:2 (0:0) | Juventus                   | Estadio do Dragão, Oporto                               |                                                         |
|                              |       | Reporte   | Pjaca 72' · Dani Alves 74' | Asistencia: 50 229 espectadores Árbitro(s): Felix Brych | Asistencia: 50 229 espectadores Árbitro(s): Felix Brych |

| 14 de marzo de 2017, 20:45           | Juventus   | 1:0 (1:0) | Porto | Juventus Stadium, Turín                                    |                                                            |
|                                      | Dybala 42' | Reporte   |       | Asistencia: 41 164 espectadores Árbitro(s): Ovidiu Haţegan | Asistencia: 41 164 espectadores Árbitro(s): Ovidiu Haţegan |
| Clasificado la Juventus (Global 3:0) |            |           |       |                                                            |                                                            |

| 21 de febrero de 2017, 20:45 | Bayer Leverkusen          | 2:4 (0:2) | Atlético Madrid                                     | BayArena, Leverkusen                                       |                                                            |
|                              | Bellarabi 48' · Savić 68' | Reporte   | Saúl 17' · Griezmann 25' · Gameiro 59' · Torres 86' | Asistencia: 34 300 espectadores Árbitro(s): William Collum | Asistencia: 34 300 espectadores Árbitro(s): William Collum |

| 15 de marzo de 2017, 20:45                     | Atlético Madrid | 0:0     | Bayer Leverkusen | Estadio Vicente Calderón, Madrid                           |                                                            |
|                                                |                 | Reporte |                  | Asistencia: 49 133 espectadores Árbitro(s): Sergei Karasev | Asistencia: 49 133 espectadores Árbitro(s): Sergei Karasev |
| Clasificado el Atlético de Madrid (Global 4:2) |                 |         |                  |                                                            |                                                            |

| 22 de febrero de 2017, 20:45 | Sevilla                     | 2:1 (1:0) | Leicester City | Ramón Sánchez-Pizjuán, Sevilla                             |                                                            |
|                              | Sarabia 25' · J. Correa 62' | Reporte   | Vardy 73'      | Asistencia: 43 834 espectadores Árbitro(s): Clément Turpin | Asistencia: 43 834 espectadores Árbitro(s): Clément Turpin |

| 14 de marzo de 2017, 20:45                 | Leicester City              | 2:0 (1:0) | Sevilla | King Power Stadium, Leicester                              |                                                            |
|                                            | Morgan 27' · Albrighton 54' | Reporte   |         | Asistencia: 31 520 espectadores Árbitro(s): Daniele Orsato | Asistencia: 31 520 espectadores Árbitro(s): Daniele Orsato |
| Clasificado el Leicester City (Global 3:2) |                             |           |         |                                                            |                                                            |

| 14 de febrero de 2017, 20:45 | París Saint-Germain                         | 4:0 (2:0) | Barcelona | Parque de los Príncipes, París                               |                                                              |
|                              | Di María 18' 55' · Draxler 40' · Cavani 71' | Reporte   |           | Asistencia: 47 484 espectadores Árbitro(s): Szymon Marciniak | Asistencia: 47 484 espectadores Árbitro(s): Szymon Marciniak |

| 8 de marzo de 2017, 20:45             | Barcelona                                                                    | 6:1 (2:0) | París Saint-Germain | Camp Nou, Barcelona                                   |                                                       |
|                                       | Suárez 3' · Kurzawa 40' · Messi 50' · Neymar 88' 90+1' · Sergi Roberto 90+5' | Reporte   | Cavani 61'          | Asistencia: 13 espectadores Árbitro(s): Deniz Aytekin | Asistencia: 13 espectadores Árbitro(s): Deniz Aytekin |
| Clasificado el Barcelona (Global 6:5) |                                                                              |           |                     |                                                       |                                                       |

### Cuartos de final
Para más detalle véase Cuartos de final (2016-17)
| 12 de abril de 2017, 20:45 | Atlético de Madrid | 1:0 (1:0) | Leicester City | Estadio Vicente Calderón, Madrid                           |                                                            |
|                            | Griezmann 28'      | Reporte   |                | Asistencia: 51 423 espectadores Árbitro(s): Jonas Eriksson | Asistencia: 51 423 espectadores Árbitro(s): Jonas Eriksson |

| 18 de abril de 2017, 20:45                     | Leicester City | 1:1 (0:1) | Atlético de Madrid | King Power Stadium, Leicester                               |                                                             |
|                                                | Vardy 61'      | Reporte   | 26' Saúl           | Asistencia: 31 548 espectadores Árbitro(s): Gianluca Rocchi | Asistencia: 31 548 espectadores Árbitro(s): Gianluca Rocchi |
| Clasificado el Atlético de Madrid (Global 2:1) |                |           |                    |                                                             |                                                             |

| 12 de abril de 2017, 18:45 | Borussia Dortmund        | 2:3 (0:2) | Mónaco                      | Signal Iduna Park, Dortmund                                |                                                            |
|                            | Dembélé 57' · Kagawa 84' | Reporte   | Mbappé 19' 79' · Bender 35' | Asistencia: 65 849 espectadores Árbitro(s): Daniele Orsato | Asistencia: 65 849 espectadores Árbitro(s): Daniele Orsato |

| 19 de abril de 2017, 20:45         | Mónaco                               | 3:1 (2:0) | Borussia Dortmund | Estadio Luis II, Mónaco                                   |                                                           |
|                                    | Mbappé 3' · Falcao 17' · Germain 81' | Reporte   | Reus 48'          | Asistencia: 17 135 espectadores Árbitro(s): Damir Skomina | Asistencia: 17 135 espectadores Árbitro(s): Damir Skomina |
| Clasificada el Mónaco (Global 6:3) |                                      |           |                   |                                                           |                                                           |

| 12 de abril de 2017, 20:45 | Bayern Múnich | 1:2 (1:0) | Real Madrid               | Allianz Arena, Múnich                                      |                                                            |
|                            | Vidal 25'     | Reporte   | Cristiano Ronaldo 47' 77' | Asistencia: 70 000 espectadores Árbitro(s): Nicola Rizzoli | Asistencia: 70 000 espectadores Árbitro(s): Nicola Rizzoli |

| 18 de abril de 2017, 20:45              | Real Madrid                                    | 4:2 (0:0, 1:2) (t. s.) | Bayern Múnich               | Estadio Santiago Bernabéu, Madrid                         |                                                           |
|                                         | Cristiano Ronaldo 76' 105' 110' · Asensio 112' | Reporte                | Lewandowski 53' · Ramos 78' | Asistencia: 78 346 espectadores Árbitro(s): Viktor Kassai | Asistencia: 78 346 espectadores Árbitro(s): Viktor Kassai |
| Clasificado el Real Madrid (Global 6:3) |                                                |                        |                             |                                                           |                                                           |

| 11 de abril de 2017, 20:45 | Juventus                      | 3:0 (2:0) | Barcelona | Juventus Stadium, Turín                                      |                                                              |
|                            | Dybala 7' 22' · Chiellini 55' | Reporte   |           | Asistencia: 41 092 espectadores Árbitro(s): Szymon Marciniak | Asistencia: 41 092 espectadores Árbitro(s): Szymon Marciniak |

| 19 de abril de 2017, 20:45           | Barcelona | 0:0     | Juventus | Camp Nou, Barcelona                                       |                                                           |
|                                      |           | Reporte |          | Asistencia: 96 290 espectadores Árbitro(s): Björn Kuipers | Asistencia: 96 290 espectadores Árbitro(s): Björn Kuipers |
| Clasificado el Juventus (Global 3:0) |           |         |          |                                                           |                                                           |

### Semifinales
Para más detalle véase Semifinales (2016-17)
| 2 de mayo de 2017, 20:45 | Real Madrid                   | 3:0 (1:0) | Atlético de Madrid | Estadio Santiago Bernabéu, Madrid                           |                                                             |
|                          | Cristiano Ronaldo 10' 73' 86' | Reporte   |                    | Asistencia: 77 609 espectadores Árbitro(s): Martin Atkinson | Asistencia: 77 609 espectadores Árbitro(s): Martin Atkinson |

| 10 de mayo de 2017, 20:45                | Atlético de Madrid       | 2:1 (2:1) | Real Madrid | Estadio Vicente Calderón, Madrid                         |                                                          |
|                                          | Saúl 12' · Griezmann 16' | Reporte   | Isco 42'    | Asistencia: 53 422 espectadores Árbitro(s): Cüneyt Çakır | Asistencia: 53 422 espectadores Árbitro(s): Cüneyt Çakır |
| Clasificado el Real Madrid (Global: 2:4) |                          |           |             |                                                          |                                                          |

| 3 de mayo de 2017, 20:45 | Mónaco | 0:2 (0:1) | Juventus        | Estadio Luis II, Mónaco                                         |                                                                 |
|                          |        | Reporte   | Higuaín 29' 59' | Asistencia: 16.762 espectadores Árbitro(s): Antonio Mateu Lahoz | Asistencia: 16.762 espectadores Árbitro(s): Antonio Mateu Lahoz |

| 9 de mayo de 2017, 20:45             | Juventus                  | 2:1 (2:0) | Mónaco     | Juventus Stadium, Turín                                   |                                                           |
|                                      | Mandžukić 33' · Alves 44' | Reporte   | Mbappé 69' | Asistencia: 40.244 espectadores Árbitro(s): Björn Kuipers | Asistencia: 40.244 espectadores Árbitro(s): Björn Kuipers |
| Clasificado el Juventus (Global 4:1) |                           |           |            |                                                           |                                                           |

### Final
Para más detalle véase Final (2016-17)
| 1     | POR   | Gianluigi Buffon     |     |
| 15    | DEF   | Andrea Barzagli      | 66' |
| 19    | DEF   | Leonardo Bonucci     |     |
| 3     | DEF   | Giorgio Chiellini    |     |
| 23    | MED   | Dani Alves           |     |
| 6     | MED   | Sami Khedira         |     |
| 5     | MED   | Miralem Pjanić       | 71' |
| 12    | MED   | Alex Sandro          |     |
| 21    | MED   | Paulo Dybala         | 78' |
| 9     | DEL   | Gonzalo Higuaín      |     |
| 17    | DEL   | Mario Mandžukić      |     |
| D. T. | D. T. | Massimiliano Allegri |     |

| 1     | POR   | Keylor Navas      |     |
| 2     | DEF   | Dani Carvajal     |     |
| 5     | DEF   | Raphaël Varane    |     |
| 4     | DEF   | Sergio Ramos      |     |
| 12    | DEF   | Marcelo Vieira    |     |
| 14    | MED   | Casemiro          |     |
| 19    | MED   | Luka Modrić       |     |
| 8     | MED   | Toni Kroos        | 89' |
| 22    | MED   | Isco Alarcón      | 82' |
| 9     | DEL   | Karim Benzema     | 77' |
| 7     | DEL   | Cristiano Ronaldo |     |
| D. T. | D. T. | Zinedine Zidane   |     |

| 7  | MED | Juan Cuadrado     | 66' |
| 8  | MED | Claudio Marchisio | 71' |
| 18 | MED | Mario Lemina      | 78' |

| 20 | MED | Marco Asensio | 77' |
| 11 | DEL | Gareth Bale   | 82' |
| 21 | DEL | Álvaro Morata | 89' |

| 27' | Mario Mandžukić | 1:1 |

| 20' · 61' · 64' · 90' | Cristiano Ronaldo Casemiro Cristiano Ronaldo Marco Asensio | 0:1 1:2 1:3 1:4 |

| 12' · 66' · 70' · 72' | Paulo Dybala Miralem Pjanić Alex Sandro Juan Cuadrado |

| 31' · 42' · 53' · 90+1' | Sergio Ramos Dani Carvajal Toni Kroos Marco Asensio |

| 84' | Juan Cuadrado |

| Principal  | Felix Brych   |
| Asistentes | Mark Borsch   |
|            | Stefan Lupp   |
| Cuarto     | Milorad Mažić |
| Quinto     | Rafael Foltyn |

| Áreas | Bastian Dankert |
|       | Marco Fritz     |

|                    |       |       |
| Tiros              | 9     | 18    |
| Tiros a puerta     | 4     | 5     |
| Faltas             | 23    | 18    |
| Saques de esquina  | 1     | 1     |
| Fueras de juego    | 3     | 1     |
| Posesión del balón | 43,6% | 56,4% |

| Alineación inicial |

| 1     | POR   | Gianluigi Buffon     |     |
| 15    | DEF   | Andrea Barzagli      | 66' |
| 19    | DEF   | Leonardo Bonucci     |     |
| 3     | DEF   | Giorgio Chiellini    |     |
| 23    | MED   | Dani Alves           |     |
| 6     | MED   | Sami Khedira         |     |
| 5     | MED   | Miralem Pjanić       | 71' |
| 12    | MED   | Alex Sandro          |     |
| 21    | MED   | Paulo Dybala         | 78' |
| 9     | DEL   | Gonzalo Higuaín      |     |
| 17    | DEL   | Mario Mandžukić      |     |
| D. T. | D. T. | Massimiliano Allegri |     |

| 1     | POR   | Keylor Navas      |     |
| 2     | DEF   | Dani Carvajal     |     |
| 5     | DEF   | Raphaël Varane    |     |
| 4     | DEF   | Sergio Ramos      |     |
| 12    | DEF   | Marcelo Vieira    |     |
| 14    | MED   | Casemiro          |     |
| 19    | MED   | Luka Modrić       |     |
| 8     | MED   | Toni Kroos        | 89' |
| 22    | MED   | Isco Alarcón      | 82' |
| 9     | DEL   | Karim Benzema     | 77' |
| 7     | DEL   | Cristiano Ronaldo |     |
| D. T. | D. T. | Zinedine Zidane   |     |

| 7  | MED | Juan Cuadrado     | 66' |
| 8  | MED | Claudio Marchisio | 71' |
| 18 | MED | Mario Lemina      | 78' |

| 20 | MED | Marco Asensio | 77' |
| 11 | DEL | Gareth Bale   | 82' |
| 21 | DEL | Álvaro Morata | 89' |

| 27' | Mario Mandžukić | 1:1 |

| 20' · 61' · 64' · 90' | Cristiano Ronaldo Casemiro Cristiano Ronaldo Marco Asensio | 0:1 1:2 1:3 1:4 |

| 12' · 66' · 70' · 72' | Paulo Dybala Miralem Pjanić Alex Sandro Juan Cuadrado |

| 31' · 42' · 53' · 90+1' | Sergio Ramos Dani Carvajal Toni Kroos Marco Asensio |

| 84' | Juan Cuadrado |

| Principal  | Felix Brych   |
| Asistentes | Mark Borsch   |
|            | Stefan Lupp   |
| Cuarto     | Milorad Mažić |
| Quinto     | Rafael Foltyn |

| Áreas | Bastian Dankert |
|       | Marco Fritz     |

|                    |       |       |
| Tiros              | 9     | 18    |
| Tiros a puerta     | 4     | 5     |
| Faltas             | 23    | 18    |
| Saques de esquina  | 1     | 1     |
| Fueras de juego    | 3     | 1     |
| Posesión del balón | 43,6% | 56,4% |

| Alineación inicial |

| 1     | POR   | Gianluigi Buffon     |     |
| 15    | DEF   | Andrea Barzagli      | 66' |
| 19    | DEF   | Leonardo Bonucci     |     |
| 3     | DEF   | Giorgio Chiellini    |     |
| 23    | MED   | Dani Alves           |     |
| 6     | MED   | Sami Khedira         |     |
| 5     | MED   | Miralem Pjanić       | 71' |
| 12    | MED   | Alex Sandro          |     |
| 21    | MED   | Paulo Dybala         | 78' |
| 9     | DEL   | Gonzalo Higuaín      |     |
| 17    | DEL   | Mario Mandžukić      |     |
| D. T. | D. T. | Massimiliano Allegri |     |

| 1     | POR   | Keylor Navas      |     |
| 2     | DEF   | Dani Carvajal     |     |
| 5     | DEF   | Raphaël Varane    |     |
| 4     | DEF   | Sergio Ramos      |     |
| 12    | DEF   | Marcelo Vieira    |     |
| 14    | MED   | Casemiro          |     |
| 19    | MED   | Luka Modrić       |     |
| 8     | MED   | Toni Kroos        | 89' |
| 22    | MED   | Isco Alarcón      | 82' |
| 9     | DEL   | Karim Benzema     | 77' |
| 7     | DEL   | Cristiano Ronaldo |     |
| D. T. | D. T. | Zinedine Zidane   |     |

| 7  | MED | Juan Cuadrado     | 66' |
| 8  | MED | Claudio Marchisio | 71' |
| 18 | MED | Mario Lemina      | 78' |

| 20 | MED | Marco Asensio | 77' |
| 11 | DEL | Gareth Bale   | 82' |
| 21 | DEL | Álvaro Morata | 89' |

| 27' | Mario Mandžukić | 1:1 |

| 20' · 61' · 64' · 90' | Cristiano Ronaldo Casemiro Cristiano Ronaldo Marco Asensio | 0:1 1:2 1:3 1:4 |

| 12' · 66' · 70' · 72' | Paulo Dybala Miralem Pjanić Alex Sandro Juan Cuadrado |

| 31' · 42' · 53' · 90+1' | Sergio Ramos Dani Carvajal Toni Kroos Marco Asensio |

| 84' | Juan Cuadrado |

| Principal  | Felix Brych   |
| Asistentes | Mark Borsch   |
|            | Stefan Lupp   |
| Cuarto     | Milorad Mažić |
| Quinto     | Rafael Foltyn |

| Áreas | Bastian Dankert |
|       | Marco Fritz     |

|                    |       |       |
| Tiros              | 9     | 18    |
| Tiros a puerta     | 4     | 5     |
| Faltas             | 23    | 18    |
| Saques de esquina  | 1     | 1     |
| Fueras de juego    | 3     | 1     |
| Posesión del balón | 43,6% | 56,4% |

| Alineación inicial |

| 1     | POR   | Gianluigi Buffon     |     |
| 15    | DEF   | Andrea Barzagli      | 66' |
| 19    | DEF   | Leonardo Bonucci     |     |
| 3     | DEF   | Giorgio Chiellini    |     |
| 23    | MED   | Dani Alves           |     |
| 6     | MED   | Sami Khedira         |     |
| 5     | MED   | Miralem Pjanić       | 71' |
| 12    | MED   | Alex Sandro          |     |
| 21    | MED   | Paulo Dybala         | 78' |
| 9     | DEL   | Gonzalo Higuaín      |     |
| 17    | DEL   | Mario Mandžukić      |     |
| D. T. | D. T. | Massimiliano Allegri |     |

| 1     | POR   | Keylor Navas      |     |
| 2     | DEF   | Dani Carvajal     |     |
| 5     | DEF   | Raphaël Varane    |     |
| 4     | DEF   | Sergio Ramos      |     |
| 12    | DEF   | Marcelo Vieira    |     |
| 14    | MED   | Casemiro          |     |
| 19    | MED   | Luka Modrić       |     |
| 8     | MED   | Toni Kroos        | 89' |
| 22    | MED   | Isco Alarcón      | 82' |
| 9     | DEL   | Karim Benzema     | 77' |
| 7     | DEL   | Cristiano Ronaldo |     |
| D. T. | D. T. | Zinedine Zidane   |     |

| 7  | MED | Juan Cuadrado     | 66' |
| 8  | MED | Claudio Marchisio | 71' |
| 18 | MED | Mario Lemina      | 78' |

| 20 | MED | Marco Asensio | 77' |
| 11 | DEL | Gareth Bale   | 82' |
| 21 | DEL | Álvaro Morata | 89' |

| 27' | Mario Mandžukić | 1:1 |

| 20' · 61' · 64' · 90' | Cristiano Ronaldo Casemiro Cristiano Ronaldo Marco Asensio | 0:1 1:2 1:3 1:4 |

| 12' · 66' · 70' · 72' | Paulo Dybala Miralem Pjanić Alex Sandro Juan Cuadrado |

| 31' · 42' · 53' · 90+1' | Sergio Ramos Dani Carvajal Toni Kroos Marco Asensio |

| 84' | Juan Cuadrado |

| Principal  | Felix Brych   |
| Asistentes | Mark Borsch   |
|            | Stefan Lupp   |
| Cuarto     | Milorad Mažić |
| Quinto     | Rafael Foltyn |

| Áreas | Bastian Dankert |
|       | Marco Fritz     |

|                    |       |       |
| Tiros              | 9     | 18    |
| Tiros a puerta     | 4     | 5     |
| Faltas             | 23    | 18    |
| Saques de esquina  | 1     | 1     |
| Fueras de juego    | 3     | 1     |
| Posesión del balón | 43,6% | 56,4% |

| Alineación inicial |

|                                       |
| Bandera de España                     |
| Campeón Real Madrid C. F. 12.º título |

## Estadísticas

### Tabla de rendimiento
Nota: Si un equipo es eliminado en la fase de grupos o en una fase posterior, no se tienen en cuenta los puntos obtenidos en las rondas previas, si es que las disputó.
| Pos | Club                     | Temporadas | Puntos | PJ | PG | PE | PP | GF | GC | Dif. | Rend.  | Títulos | % Éxito 1 | % Éxito 2 |
| --- | ------------------------ | ---------- | ------ | -- | -- | -- | -- | -- | -- | ---- | ------ | ------- | --------- | --------- |
| 1   | Real Madrid              | 47         | 30     | 13 | 9  | 3  | 1  | 36 | 18 | +18  | 77 %   | 12      | 19.35     | 25.53     |
| 2   | Juventus                 | 31         | 30     | 13 | 9  | 3  | 1  | 22 | 7  | +15  | 77 %   | 2       | 3.23      | 6.45      |
| 3   | Atlético de Madrid       | 12         | 26     | 12 | 8  | 2  | 2  | 15 | 9  | +6   | 72,2 % | –       | 0         | 0         |
| 4   | Mónaco                   | 14         | 20     | 12 | 6  | 2  | 4  | 22 | 20 | +2   | 55,6 % | –       | 0         | 0         |
| 5   | Barcelona                | 27         | 19     | 10 | 6  | 1  | 3  | 26 | 12 | +14  | 63,3 % | 5       | 8.06      | 18.52     |
| 6   | Bayern Múnich            | 33         | 18     | 10 | 6  | 0  | 4  | 27 | 14 | +13  | 60,0 % | 6       | 9.68      | 18.18     |
| 7   | Borussia Dortmund        | 15         | 17     | 10 | 5  | 2  | 3  | 28 | 16 | +12  | 56,7 % | 1       | 1.61      | 6.67      |
| 8   | Leicester City           | 1          | 17     | 10 | 5  | 2  | 3  | 11 | 10 | +1   | 56,7 % | –       | 0         | 0         |
| 9   | París Saint-Germain      | 10         | 15     | 8  | 4  | 3  | 1  | 18 | 13 | +5   | 62,5 % | –       | 0         | 0         |
| 10  | Arsenal                  | 21         | 14     | 8  | 4  | 2  | 2  | 20 | 16 | +4   | 58,3 % | –       | 0         | 0         |
| 11  | Sevilla                  | 6          | 14     | 8  | 4  | 2  | 2  | 9  | 6  | +3   | 58,3 % | –       | 0         | 0         |
| 12  | Manchester City          | 7          | 12     | 8  | 3  | 3  | 2  | 18 | 16 | +2   | 50,0 % | –       | 0         | 0         |
| 13  | Porto                    | 31         | 11     | 8  | 3  | 2  | 3  | 9  | 6  | +3   | 45,8 % | 2       | 3.23      | 6.45      |
| 14  | Bayer Leverkusen         | 11         | 11     | 8  | 2  | 5  | 1  | 10 | 8  | +2   | 45,8 % | –       | 0         | 0         |
| 15  | Napoli                   | 6          | 11     | 8  | 3  | 2  | 3  | 13 | 14 | -1   | 45,8 % | –       | 0         | 0         |
| 16  | Benfica                  | 36         | 11     | 8  | 3  | 2  | 3  | 11 | 14 | -3   | 45,8 % | 2       | 3.23      | 5.56      |
| 17  | Copenhague               | 13         | 9      | 6  | 2  | 3  | 1  | 7  | 2  | +5   | 50,0 % | –       | 0         | 0         |
| 18  | Olympique de Lyon        | 16         | 8      | 6  | 2  | 2  | 2  | 5  | 3  | +2   | 44,4 % | –       | 0         | 0         |
| 19  | Tottenham Hotspur        | 3          | 7      | 6  | 2  | 1  | 3  | 6  | 6  | 0    | 38,9 % | –       | 0         | 0         |
| 20  | Beşiktaş                 | 18         | 7      | 6  | 1  | 4  | 1  | 9  | 14 | -5   | 38,9 % | –       | 0         | 0         |
| 21  | Dinamo de Kiev           | 34         | 5      | 6  | 1  | 2  | 3  | 8  | 6  | +2   | 27,8 % | –       | 0         | 0         |
| 22  | Rostov                   | 1          | 5      | 6  | 1  | 2  | 3  | 6  | 12 | -6   | 27,8 % | –       | 0         | 0         |
| 23  | Borussia Mönchengladbach | 8          | 5      | 6  | 1  | 2  | 3  | 5  | 12 | -7   | 27,8 % | –       | 0         | 0         |
| 24  | Legia Varsovia           | 11         | 4      | 6  | 1  | 1  | 4  | 9  | 24 | -15  | 22,2 % | –       | 0         | 0         |
| 25  | Sporting de Lisboa       | 20         | 3      | 6  | 1  | 0  | 5  | 5  | 8  | -3   | 16,7 % | –       | 0         | 0         |
| 26  | CSKA Moscú               | 13         | 3      | 6  | 0  | 3  | 3  | 5  | 11 | -6   | 16,7 % | –       | 0         | 0         |
| 27  | Ludogorets Razgrad       | 5          | 3      | 6  | 0  | 3  | 3  | 6  | 15 | -9   | 16,7 % | –       | 0         | 0         |
| 28  | Celtic                   | 31         | 3      | 6  | 0  | 3  | 3  | 5  | 16 | -11  | 16,7 % | 1       | 1.61      | 3.23      |
| 29  | PSV Eindhoven            | 26         | 2      | 6  | 0  | 2  | 4  | 4  | 11 | -7   | 11,1 % | 1       | 1.61      | 3.85      |
| 30  | Basilea                  | 18         | 2      | 6  | 0  | 2  | 4  | 3  | 12 | -9   | 11,1 % | –       | 0         | 0         |
| 31  | Brujas                   | 17         | 0      | 6  | 0  | 0  | 6  | 2  | 14 | -12  | 0,0 %  | –       | 0         | 0         |
| 32  | Dinamo Zagreb            | 19         | 0      | 6  | 0  | 0  | 6  | 0  | 15 | -15  | 0,0 %  | –       | 0         | 0         |

### Tabla de goleadores
Nota: No contabilizados los partidos y goles en rondas previas. Nombres y banderas de equipos en la época.
| \| Pos. \| Jugador \| Goles \| Part. (Min.) \| Prom. \| \| Club \| \| ---- \| ------------------------- \| ----- \| ------------ \| ----- \| \| ------------------- \| \| 1 \| Cristiano Ronaldo \| 12 \| 13 (1200') \| 0.92 \| \| Real Madrid \| \| 2 \| Lionel Messi \| 11 \| 9 (810') \| 1.22 \| \| Barcelona \| \| 3 \| Edinson Cavani \| 8 \| 8 (720') \| 1.00 \| \| París Saint-Germain \| \| 4 \| Robert Lewandowski \| 8 \| 9 (794') \| 0.89 \| \| Bayern Múnich \| \| 5 \| Pierre-Emerick Aubameyang \| 7 \| 9 (708') \| 0.78 \| \| Borussia Dortmund \| \| 6 \| Kylian Mbappé \| 6 \| 9 (536') \| 0.67 \| \| Mónaco \| \| 7 \| Antoine Griezmann \| 6 \| 12 (1068') \| 0.50 \| \| Atlético de Madrid \| \| 8 \| Sergio Agüero \| 5 \| 7 (541') \| 0.71 \| \| Manchester City \| \| 9 \| Dries Mertens \| 5 \| 8 (571') \| 0.63 \| \| Napoli \| \| 10 \| Radamel Falcao \| 5 \| 8 (666') \| 0.63 \| \| Mónaco \| \| 11 \| Karim Benzema \| 5 \| 13 (954') \| 0.38 \| \| Real Madrid \| \| 12 \| Gonzalo Higuaín \| 5 \| 12 (1039') \| 0.42 \| \| Juventus \| \| 14 \| Arda Turan \| 4 \| 5 (171') \| 0.80 \| \| Barcelona \| \| 15 \| Theo Walcott \| 4 \| 6 (272') \| 0.67 \| \| Arsenal \| \| 13 \| Marco Reus \| 4 \| 4 (291') \| 1.00 \| \| Borussia Dortmund \| \| 16 \| Ángel Di María \| 4 \| 7 (540') \| 0.57 \| \| París Saint-Germain \| \| 17 \| André Silva \| 4 \| 8 (603') \| 0.50 \| \| Porto \| \| 18 \| Mesut Özil \| 4 \| 8 (627') \| 0.50 \| \| Arsenal \| \| 20 \| Riyad Mahrez \| 4 \| 9 (777') \| 0.44 \| \| Leicester City \| \| 19 \| Paulo Dybala \| 4 \| 11 (797') \| 0.36 \| \| Juventus \| \| 21 \| Neymar \| 4 \| 9 (797') \| 0.44 \| \| Barcelona \| \| 22 \| Saúl Ñíguez \| 4 \| 12 (838') \| 0.33 \| \| Atlético de Madrid \| Actualizado a fin de edición. |                           |       |              |       |  |                     |
| Pos. | Jugador                   | Goles | Part. (Min.) | Prom. |  | Club                |
| 1 | Cristiano Ronaldo         | 12    | 13 (1200')   | 0.92  |  | Real Madrid         |
| 2 | Lionel Messi              | 11    | 9 (810')     | 1.22  |  | Barcelona           |
| 3 | Edinson Cavani            | 8     | 8 (720')     | 1.00  |  | París Saint-Germain |
| 4 | Robert Lewandowski        | 8     | 9 (794')     | 0.89  |  | Bayern Múnich       |
| 5 | Pierre-Emerick Aubameyang | 7     | 9 (708')     | 0.78  |  | Borussia Dortmund   |
| 6 | Kylian Mbappé             | 6     | 9 (536')     | 0.67  |  | Mónaco              |
| 7 | Antoine Griezmann         | 6     | 12 (1068')   | 0.50  |  | Atlético de Madrid  |
| 8 | Sergio Agüero             | 5     | 7 (541')     | 0.71  |  | Manchester City     |
| 9 | Dries Mertens             | 5     | 8 (571')     | 0.63  |  | Napoli              |
| 10 | Radamel Falcao            | 5     | 8 (666')     | 0.63  |  | Mónaco              |
| 11 | Karim Benzema             | 5     | 13 (954')    | 0.38  |  | Real Madrid         |
| 12 | Gonzalo Higuaín           | 5     | 12 (1039')   | 0.42  |  | Juventus            |
| 14 | Arda Turan                | 4     | 5 (171')     | 0.80  |  | Barcelona           |
| 15 | Theo Walcott              | 4     | 6 (272')     | 0.67  |  | Arsenal             |
| 13 | Marco Reus                | 4     | 4 (291')     | 1.00  |  | Borussia Dortmund   |
| 16 | Ángel Di María            | 4     | 7 (540')     | 0.57  |  | París Saint-Germain |
| 17 | André Silva               | 4     | 8 (603')     | 0.50  |  | Porto               |
| 18 | Mesut Özil                | 4     | 8 (627')     | 0.50  |  | Arsenal             |
| 20 | Riyad Mahrez              | 4     | 9 (777')     | 0.44  |  | Leicester City      |
| 19 | Paulo Dybala              | 4     | 11 (797')    | 0.36  |  | Juventus            |
| 21 | Neymar                    | 4     | 9 (797')     | 0.44  |  | Barcelona           |
| 22 | Saúl Ñíguez               | 4     | 12 (838')    | 0.33  |  | Atlético de Madrid  |

#### Jugadores con tres o más goles en un partido
| Fecha      | Jugador                   | Goles          | Local             |                       | Resultado |                       | Visitante                | Rep.             |
| ---------- | ------------------------- | -------------- | ----------------- | --------------------- | --------- | --------------------- | ------------------------ | ---------------- |
| 13/09/2016 | Lionel Messi              | 3 · 27 · 60    | Barcelona         | Bandera de España     | 7 – 0     | Bandera de Escocia    | Celtic                   | Jornada 1        |
| 14/09/2016 | Sergio Agüero             | 8 · 28 · 77    | Manchester City   | Bandera de Inglaterra | 4 – 0     | Bandera de Alemania   | Borussia Mönchengladbach | Jornada 1        |
| 19/10/2016 | Lionel Messi (2º)         | 17 · 61 · 69   | Barcelona         | Bandera de España     | 4 – 0     | Bandera de Inglaterra | Manchester City          | Jornada 3        |
| 19/10/2016 | Mesut Özil                | 56 · 83 · 87   | Arsenal           | Bandera de Inglaterra | 6 – 0     | Bandera de Bulgaria   | Ludogorets Razgrad       | Jornada 3        |
| 06/12/2016 | Arda Turan                | 50 · 53 · 67   | Barcelona         | Bandera de España     | 4 – 0     | Bandera de Alemania   | Borussia Mönchengladbach | Jornada 6        |
| 06/12/2016 | Lucas Pérez               | 8 · 16 · 47    | Basilea           | Bandera de Suiza      | 1 – 4     | Bandera de Inglaterra | Arsenal                  | Jornada 6        |
| 08/03/2017 | Pierre-Emerick Aubameyang | 4 · 61 · 85    | Borussia Dortmund | Bandera de Alemania   | 4 – 0     | Bandera de Portugal   | Benfica                  | Octavos de final |
| 18/04/2017 | Cristiano Ronaldo         | 75 · 105 · 109 | Real Madrid       | Bandera de España     | 4 – 2     | Bandera de Alemania   | Bayern Múnich            | Cuartos de final |
| 02/05/2017 | Cristiano Ronaldo (2º)    | 10 · 73 · 86   | Real Madrid       | Bandera de España     | 3 – 0     | Bandera de España     | Atlético de Madrid       | Semifinal        |

### Tabla de asistentes
Nota: No contabilizados los partidos y asistencias en rondas previas. Nombres y banderas de equipos en la época.
| \| Pos. \| Jugador \| Asist. \| Part. (Min.) \| \| Club \| \| ---- \| ------------------- \| ------ \| ------------ \| \| ----------------- \| \| 1 \| Neymar da Silva \| 8 \| 797' \| \| Barcelona \| \| 2 \| Cristiano Ronaldo \| 6 \| 1200' \| \| Real Madrid \| \| 3 \| Ousmane Dembélé \| 5 \| 769' \| \| Borussia Dortmund \| \| = \| Dani Carvajal \| 5 \| 975' \| \| Real Madrid \| \| 5 \| Benjamin Mendy \| 4 \| 525' \| \| Mónaco \| \| = \| Raheem Sterling \| 4 \| 577' \| \| Manchester City \| \| = \| Eduardo Salvio \| 4 \| 628' \| \| Benfica \| \| = \| Thomas Lemar \| 4 \| 895' \| \| Mónaco \| \| 9 \| Andriy Yarmolenko \| 3 \| 450' \| \| Dynamo de Kiev \| \| = \| Ricardo Quaresma \| 3 \| 520' \| \| Beşiktaş \| \| = \| Ludwig Augustinsson \| 3 \| 540' \| \| Copenhague \| \| = \| Marcel Schmelzer \| 3 \| 540' \| \| Borussia Dortmund \| \| = \| Sergio Agüero \| 3 \| 541' \| \| Manchester City \| \| = \| Dries Mertens \| 3 \| 571' \| \| Napoli \| \| = \| Andrés Iniesta \| 3 \| 593' \| \| Barcelona \| \| = \| Christian Pulišić \| 3 \| 599' \| \| Borussia Dortmund \| \| = \| Mesut Özil \| 3 \| 627' \| \| Arsenal \| \| = \| Alexis Sánchez \| 3 \| 665' \| \| Arsenal \| \| = \| Faouzi Ghoulam \| 3 \| 720' \| \| Napoli \| \| = \| Thiago Alcántara \| 3 \| 786' \| \| Bayern Múnich \| \| = \| Luis Suárez \| 3 \| 810' \| \| Barcelona \| \| = \| David Alaba \| 3 \| 840' \| \| Bayern Múnich \| \| = \| Miralem Pjanić \| 3 \| 908' \| \| Juventus \| \| = \| Marcelo Vieira \| 3 \| 1001' \| \| Real Madrid \| \| = \| Sergio Ramos \| 3 \| 1001' \| \| Real Madrid \| \| = \| Dani Alves \| 3 \| 1001' \| \| Juventus \| Actualizado a fin de edición. |                     |        |              |  |                   |
| Pos. | Jugador             | Asist. | Part. (Min.) |  | Club              |
| 1 | Neymar da Silva     | 8      | 797'         |  | Barcelona         |
| 2 | Cristiano Ronaldo   | 6      | 1200'        |  | Real Madrid       |
| 3 | Ousmane Dembélé     | 5      | 769'         |  | Borussia Dortmund |
| = | Dani Carvajal       | 5      | 975'         |  | Real Madrid       |
| 5 | Benjamin Mendy      | 4      | 525'         |  | Mónaco            |
| = | Raheem Sterling     | 4      | 577'         |  | Manchester City   |
| = | Eduardo Salvio      | 4      | 628'         |  | Benfica           |
| = | Thomas Lemar        | 4      | 895'         |  | Mónaco            |
| 9 | Andriy Yarmolenko   | 3      | 450'         |  | Dynamo de Kiev    |
| = | Ricardo Quaresma    | 3      | 520'         |  | Beşiktaş          |
| = | Ludwig Augustinsson | 3      | 540'         |  | Copenhague        |
| = | Marcel Schmelzer    | 3      | 540'         |  | Borussia Dortmund |
| = | Sergio Agüero       | 3      | 541'         |  | Manchester City   |
| = | Dries Mertens       | 3      | 571'         |  | Napoli            |
| = | Andrés Iniesta      | 3      | 593'         |  | Barcelona         |
| = | Christian Pulišić   | 3      | 599'         |  | Borussia Dortmund |
| = | Mesut Özil          | 3      | 627'         |  | Arsenal           |
| = | Alexis Sánchez      | 3      | 665'         |  | Arsenal           |
| = | Faouzi Ghoulam      | 3      | 720'         |  | Napoli            |
| = | Thiago Alcántara    | 3      | 786'         |  | Bayern Múnich     |
| = | Luis Suárez         | 3      | 810'         |  | Barcelona         |
| = | David Alaba         | 3      | 840'         |  | Bayern Múnich     |
| = | Miralem Pjanić      | 3      | 908'         |  | Juventus          |
| = | Marcelo Vieira      | 3      | 1001'        |  | Real Madrid       |
| = | Sergio Ramos        | 3      | 1001'        |  | Real Madrid       |
| = | Dani Alves          | 3      | 1001'        |  | Juventus          |

### Equipo ideal
El grupo de observadores técnicos de UEFA, seleccionó los siguientes 18 futbolistas como «Equipo de la Temporada» de la competición, resaltando los galardonados como mejores jugadores por posición introducidos en esta temporada:
| \| N.º. \| Pos. \| Nac. \| Jugador \| Equipo \| \| ------------------------------------------------------ \| ---- \| ---- \| ------------------ \| ------------------ \| \| 1 \| POR \| \| Gianluigi Buffon \| Juventus \| \| 1 \| POR \| \| Jan Oblak \| Atlético de Madrid \| \| 19 \| DEF \| \| Leonardo Bonucci \| Juventus \| \| 2 \| DEF \| \| Dani Carvajal \| Real Madrid \| \| 12 \| DEF \| \| Marcelo Vieira \| Real Madrid \| \| 4 \| DEF \| \| Sergio Ramos \| Real Madrid \| \| 2 \| DEF \| \| Diego Godín \| Atlético de Madrid \| \| 14 \| MED \| \| Carlos Casemiro \| Real Madrid \| \| 8 \| MED \| \| Toni Kroos \| Real Madrid \| \| 19 \| MED \| \| Luka Modrić \| Real Madrid \| \| 22 \| MED \| \| Isco Alarcón \| Real Madrid \| \| 5 \| MED \| \| Miralem Pjanić \| Juventus \| \| 14 \| MED \| \| Tiémoué Bakayoko \| Mónaco \| \| 7 \| DEL \| \| Cristiano Ronaldo \| Real Madrid \| \| 10 \| DEL \| \| Lionel Messi \| Barcelona \| \| 7 \| DEL \| \| Antoine Griezmann \| Atlético de Madrid \| \| 29 \| DEL \| \| Kylian Mbappé \| Mónaco \| \| 9 \| DEL \| \| Robert Lewandowski \| Bayern Múnich \| \| Fuente: Unión Europea de Asociaciones de Fútbol (UEFA) \| \| \| \| \| | Buffon Oblak Carvajal Godín Bonucci Ramos Marcelo Casemiro Isco Modrić Pjanić Griezmann Messi Kroos Bakayoko Ronaldo Mbappé Lewandowski |                                 |                    |                    |
| N.º. | Pos. | Nac.                            | Jugador            | Equipo             |
| 1 | POR | Bandera de Italia               | Gianluigi Buffon   | Juventus           |
| 1 | POR | Bandera de Eslovenia            | Jan Oblak          | Atlético de Madrid |
| 19 | DEF | Bandera de Italia               | Leonardo Bonucci   | Juventus           |
| 2 | DEF | Bandera de España               | Dani Carvajal      | Real Madrid        |
| 12 | DEF | Bandera de Brasil               | Marcelo Vieira     | Real Madrid        |
| 4 | DEF | Bandera de España               | Sergio Ramos       | Real Madrid        |
| 2 | DEF | Bandera de Uruguay              | Diego Godín        | Atlético de Madrid |
| 14 | MED | Bandera de Brasil               | Carlos Casemiro    | Real Madrid        |
| 8 | MED | Bandera de Alemania             | Toni Kroos         | Real Madrid        |
| 19 | MED | Bandera de Croacia              | Luka Modrić        | Real Madrid        |
| 22 | MED | Bandera de España               | Isco Alarcón       | Real Madrid        |
| 5 | MED | Bandera de Bosnia y Herzegovina | Miralem Pjanić     | Juventus           |
| 14 | MED | Bandera de Francia              | Tiémoué Bakayoko   | Mónaco             |
| 7 | DEL | Bandera de Portugal             | Cristiano Ronaldo  | Real Madrid        |
| 10 | DEL | Bandera de Argentina            | Lionel Messi       | Barcelona          |
| 7 | DEL | Bandera de Francia              | Antoine Griezmann  | Atlético de Madrid |
| 29 | DEL | Bandera de Francia              | Kylian Mbappé      | Mónaco             |
| 9 | DEL | Bandera de Polonia              | Robert Lewandowski | Bayern Múnich      |
| Fuente: Unión Europea de Asociaciones de Fútbol (UEFA) | |                                 |                    |                    |

### Otros datos estadísticos
- Primer gol de la competición: Anotado por el uruguayo Edinson Cavani, para el París Saint-Germain contra el Arsenal (13 de septiembre de 2016).
- Último gol de la competición: Anotado por el español Marco Asensio, para el Real Madrid contra la Juventus (3 de junio de 2017).
- Gol más rápido: Anotado a los 0 minutos y 45 segundos por Edinson Cavani en el París Saint-Germain 1 – 1 Arsenal (13 de septiembre de 2016).
- Gol más tardío: Anotado a los 112 minutos y 30 segundos por Marco Asensio en el Real Madrid 4 – 2 Bayern Múnich (18 de abril de 2017).